# لويز تاكر
لويز تاكر (بالإنجليزية: Louise Tucker)‏ هي مغنية ومغنية أوبرا بريطانية، ولدت في 1956 في برستل في المملكة المتحدة.

## وصلات خارجية
- لويز تاكر على موقع ميوزك برينز (الإنجليزية)
- لويز تاكر على موقع ديسكوغز (الإنجليزية)